# Portada/efemèride desembre 18
Claudine Auger
« 17 de desembre · 18 de desembre · 19 de desembre »